# Haiti na Letnich Igrzyskach Olimpijskich 1996
Haiti na Letnich Igrzyskach Olimpijskich 1996 reprezentowało siedmiu zawodników (sami mężczyźni). Był to 11 start reprezentacji Haiti na letnich igrzyskach olimpijskich.

## Skład kadry

### Judo
Mężczyźni
- Adler Volmar - waga do 78 kg - 21. miejsce,
- Somoza Celestin - waga do 86 kg - 13. miejsce

### Lekkoatletyka
Mężczyźni
- Anderson Vilien - bieg na 200 m - odpadł w eliminacjach,
- Jean-Marc Destine - bieg na 800 m - odpadł w eliminacjach,
- Wagner Marseille - bieg na 110 m przez płotki - odpadł w eliminacjach

### Pływanie
Mężczyźni
- Alain Sergile - 100 m stylem motylkowym - 56. miejsce

### Tenis ziemny
Mężczyźni
- Ronald Agénor - gra pojedyncza - 33. miejsce